# Laccobius spangleri
Laccobius spangleri är en skalbaggsart som beskrevs av Cheary 1971. Laccobius spangleri ingår i släktet Laccobius och familjen palpbaggar. Inga underarter finns listade i Catalogue of Life.